# Union des républiques d'Afrique centrale
Ne doit pas être confondu avec République centrafricaine, Union des États d'Afrique centrale, Communauté économique des États de l'Afrique centrale ou Communauté économique et monétaire de l'Afrique centrale.
1960–?
Entités précédentes :
- République centrafricaine
- République du Congo
- République du Tchad

Entités suivantes :
- République centrafricaine
- République du Congo
- République du Tchad

L'Union des républiques d'Afrique centrale (URAC) est une éphémère union qui a regroupé la République centrafricaine, la République du Congo et la République du Tchad, alors membres de la Communauté française.

## Histoire
En 1958, la France adopte une nouvelle constitution par laquelle elle entre dans la Cinquième République. L'Union française, qui regroupait depuis 1946 et pendant toute la Quatrième République la France proprement dite (métropole et départements d'outre-mer) ainsi que ses anciennes colonies devenues territoires, est remplacée par la Communauté française. Les anciens territoires ont alors trois options quant à leur nouveau statut : devenir des départements pleinement intégrés à la République française, conserver leur statut de territoire ou bien devenir des républiques membres de la Communauté. Ce dernier statut, qui leur offre une plus grande autonomie, est celui adopté par la majorité des territoires africains. Cependant, une tendance au regroupement se manifeste et plusieurs unions de républiques se créent entre 1958 et 1960 : la Fédération du Mali et l'Union Sahel-Bénin dans l'ancienne Afrique-Occidentale française et l'Union des républiques d'Afrique centrale dans l'ancienne Afrique-Équatoriale française. Dans tous les cas, l'échec est rapide et chaque territoire devient indépendant durant l'été 1960.

## Charte constitutive
La Charte constitutive de l'Union est adoptée le 17 mai 1960 par les assemblées législative de la République centrafricaine, de la République du Congo et de la République du Tchad. Cette charte est divisée en un préambule et trente et un articles, trente de ces derniers étant regroupés en cinq titres : l'article premier est isolé, les articles 2 à 8 constituent le titre premier sur les « dispositions générales », les articles 9 à 19 forment le titre II sur le « domaine de l'Union », les articles 20 à 25 forment le titre III sur la « structure de l'Union », les articles 26 à 28 forment le titre IV sur la « révision de la Charte constitutive de l'Union » et enfin les articles 29 à 31 forment le titre V sur les « dispositions transitoires et mesures d'application »

Selon l'article 26 de la Charte constitutive, cette dernière « peut être révisée sur la demande de chaque République membre ». L'article 27 précise dans son premier alinéa que l'examen du projet de révision appartient au Conseil de l'Union et que ce dernier recommande l'adoption, le rejet ou l'amendement de ce projet aux républiques membres. Le second alinéa indique que, pour que la révision de la Charte constitutive entre en vigueur, il faut qu'elle soit votée en termes identiques par les Assemblées législatives de toutes les républiques. Enfin, le troisième alinéa de l'article 27 établit que « [l]e principe de l'égalité des Républiques membres ne peut faire l'objet d'une révision ».
L'article 30 indique dans son premier alinéa que « [l]e texte de la présente Charte constitutive sera soumis aux Assemblées législatives des Républiques ».

## Nom officiel et membres
Les trois membres fondateurs que sont la République centrafricaine, la République du Congo et la République du Tchad  sont mentionnés dans le premier article de la Charte constitutive, qui indique également le nom officiel de l'union formée : l'Union des républiques d'Afrique centrale, en abrégé URAC.
L'article 2 indique que « [l]'admission d'un nouveau membre dans l'Union est décidée d'un commun accord par les Républiques membres sur proposition de conseil de l'Union ». L'article 28 indique quant à lui que tout membre à le droit de quitter l'Union. Dans ce cas, il est précisé que « la Charte constitutive est révisée de plein droit ».

## But et rôle de l'Union
Le préambule de la Charte constitutive de l'Union explique que « [l]a République centrafricaine, la République du Congo et la République du Tchad [ont] le désir de renforcer les liens qui les unissent, de maintenir et accroître leur solidarité, et d'exprimer solennellement la conscience qu'elles ont de leur destin partagé, sur la base de leur égalité et du respect de leur autonomie » et que c'est donc pour cette raison que leurs assemblées législatives ont adoptée cette charte.
Selon l'article 3 de la Charte constitutive, « [l]'Union a pour but de garantir l'indépendance de ses peuples, de protéger leurs libertés et d'assurer leur prospérité ».
L'article 8 de la Charte constitutive attribue à l'Union le rôle de « garanti[r] aux Républiques membres leur territoire et leur souveraineté ».

## Siège, langue et symboles officiels
L'article 4 de la Charte constitutive indique que le siège de l'Union est fixé par le Conseil de l'Union et donc ne le définit pas directement. À l'inverse, la langue officielle est définie à l'article 5 : c'est le français. L'article 5 précise également que l'Union a un drapeau et un hymne mais sans préciser lesquels.

## Partage des compétences entre l'Union et les États membres

### Compétences réservées à l'Union
Selon l'article 9, la politique étrangère relève de l'union. Cet article précise cependant que « [l]es Républiques membres participent sur un pied d'égalité à la représentation de l'Union dans les institutions internationales ».
Le droit de passer des traités et accords internationaux est également réservé à l'Union par l'article 10. Cependant, cet article indique que « les Républiques membres conservent le droit de conclure des accords commerciaux, de coopération ou de voisinage sous réserve que ces accords ne contiennent aucune disposition contraire aux droits de l'Union ou à ceux d'autres Républiques membres ». Cet article précise par ailleurs que « [l]'union assume la responsabilité internationale ».

Selon l'article 12, « [t]oute alliance particulière et tout traité de nature politique entre Républiques membres sont interdits ».
Par l'article 13, la défense extérieure et la politique des matières premières stratégiques sont de la responsabilité de l'Union. Cet article précise que « [l]es Républiques membres contribuent à la constitution des forces armées » et qu'« elles disposent des forces militaires de leur territoire, en tant que ce droit n'est pas limité par l'Union ».

Les articles 14 à 16 annoncent respectivement que les postes et les télécommunications, le droit d'émettre des billets de banque et toute autre monnaie fiduciaire ainsi que la coordination de l'économie et des équipements généraux, des transports et des communications d'intérêt commun sont du domaine de l'Union.

### Compétences des républiques membres
Selon l'article 6 de la charte, « les Républiques membres de l'union sont souveraines » et « conservent leurs organes institutionnels propres. Elles exercent tous les droits qui ne sont pas attribués à l'Union ».

## Union douanière et circulation des biens et capitaux
L'article 17 de la charte institue une union douanière entre les républiques membres de l'Union et précise qu'une « réglementation technique commune » gère la circulation des biens et des capitaux.

## Financement
Selon l'article 18,  « [l]es dépenses de l'Union sont couvertes notamment par le produit du patrimoine et des services de l'Union et par les contributions des Républiques qui sont fixées chaque année par l'Union ».

## Statut vis-à-vis de la Communauté française et de la France
L'article 11 dit que « [l]a situation de l'Union et des Républiques membres dans la Communauté et à l'égard de la République française est définie par les accords conclus à cet effet entre les parties intéressées ». Au moment de l'adoption de la Charte constitutive de l'Union, les trois républiques membres conservent donc leur statut de république autonome au sein de la Communauté française. Le statut de l'Union elle-même par rapport à la Communauté et à la France reste pour sa part à définir.

## Nationalité
L'article 7 définit une nationalité au niveau de l'Union en précisant que « [l]es nationaux des Républiques membres possèdent également la nationalité de l'Union ».

## Structure de l'Union
La structure de l'Union est définie dans le titre III de la charte.

### Conseil de l'Union

#### Constitution
L'article 20 établit à son premier alinéa un Conseil de l'Union. Chaque république membre a le même nombre de représentants à ce conseil, nombre à fixer « d'un commun accord ». Le second alinéa stipule que les chefs d'État et de gouvernement ainsi que les présidents des Assemblées législatives des républiques sont membres de droit du Conseil de l'Union. Le troisième alinéa précise enfin que les autres membres sont désignés par chacune des républiques dans les conditions qu'elles déterminent.
Selon le deuxième alinéa de l'article 30 de la charte, « [d]ès que ce texte aura été adopté et promulgué conformément aux constitutions des Républiques, la conférence des premiers ministres, à l'initiative de son président, fixera la date de la désignation des membres du Conseil de l'Union et celle de sa convocation. Pour la formation initiale du Conseil de l'Union, le nombre des représentants de chaque République sera de cinq ».

#### Compétences
Les compétences du Conseil sont définies à l'article 21. Le premier alinéa indique que « [l]e Conseil de l'Union délibère sur les objets relevant de la compétence de l'Union et sur toutes questions d'intérêt commun qui lui sont soumises par les Républiques membres ». Le deuxième alinéa lui attribue l'approbation des traités et accords qui sont de la compétence de l'Union. Cet alinéa précise en outre que le Conseil doit être tenu informé de la négociation et de la conclusion des accords passés par les Républiques membres. Le troisième alinéa de cet article lui attribue la responsabilité de veiller au respect de la charte constitutive. Le quatrième alinéa indique que le Conseil « crée les services nécessaires au fonctionnement de l'Union ». L'adoption du budget de l'Union est attribuée au Conseil par le cinquième et dernier alinéa de cet article.
L'article 31 précise enfin que, « [d]ès sa première session, le Conseil de l'Union prendra les mesures nécessaires à l'application de la présente charte constitutive en particulier celles concernant la désignation du président et du vice-président de l'union ».

#### Réunions
Selon l'article 22, « [l]e conseil de l'union se réunit quatre fois par an en session ordinaire » et « peut se réunir en session extraordinaire sur convocation du président de l'union ou à la demande d'une République membre ».

### Président et vice-président
Les fonctions de président aide vice-président de l'Union sont définies à l'article 23 de la Charte constitutive. Selon cet article, « [l]e président de l'Union est l'un des Chefs d'État ou de Gouvernement des Républiques membres. Il est désigné pour un an par le conseil de l'Union. Il est assisté d'un vice-président choisi par le conseil de l'union qui le supplée en cas d'empêchement dans les conditions définies par le conseil de l'Union ».
Le rôle du président est précisé à l'article 24. Le président assure ainsi la représentation de l'Union, veille au fonctionnement régulier de l'Union et à l'indépendance des peuples de l'Union. Par ailleurs, le président de l'Union est également président du Conseil de l'Union et assure l'exécution de ses délibérations. Enfin, les services de l'Union sont placés sous sa haute autorité.

### Cour suprême
L'article 25 établit une Cour suprême de l'Union. Son rôle est de « statue[r] sur les litiges survenus dans l'application de la présente Charte constitutive. Elle pourra se voir confier également le contrôle des décisions rendues en dernier ressort par les juridictions de l'ordre judiciaire des Républiques membres ainsi que des décisions des juridictions administratives et le contrôle juridictionnel des comptes ». L'article précise finalement que « [s]a composition, ses compétences et les règles de son fonctionnement seront fixées par le Conseil de l'Union ».

### Autres organismes
Selon l'article 29, « [l]a conférence des Premiers ministres étudiera les conditions du fonctionnement et de la transformation éventuelle des organismes communs existant à la date de l'adoption de la présente Charte constitutive ».